# Colina

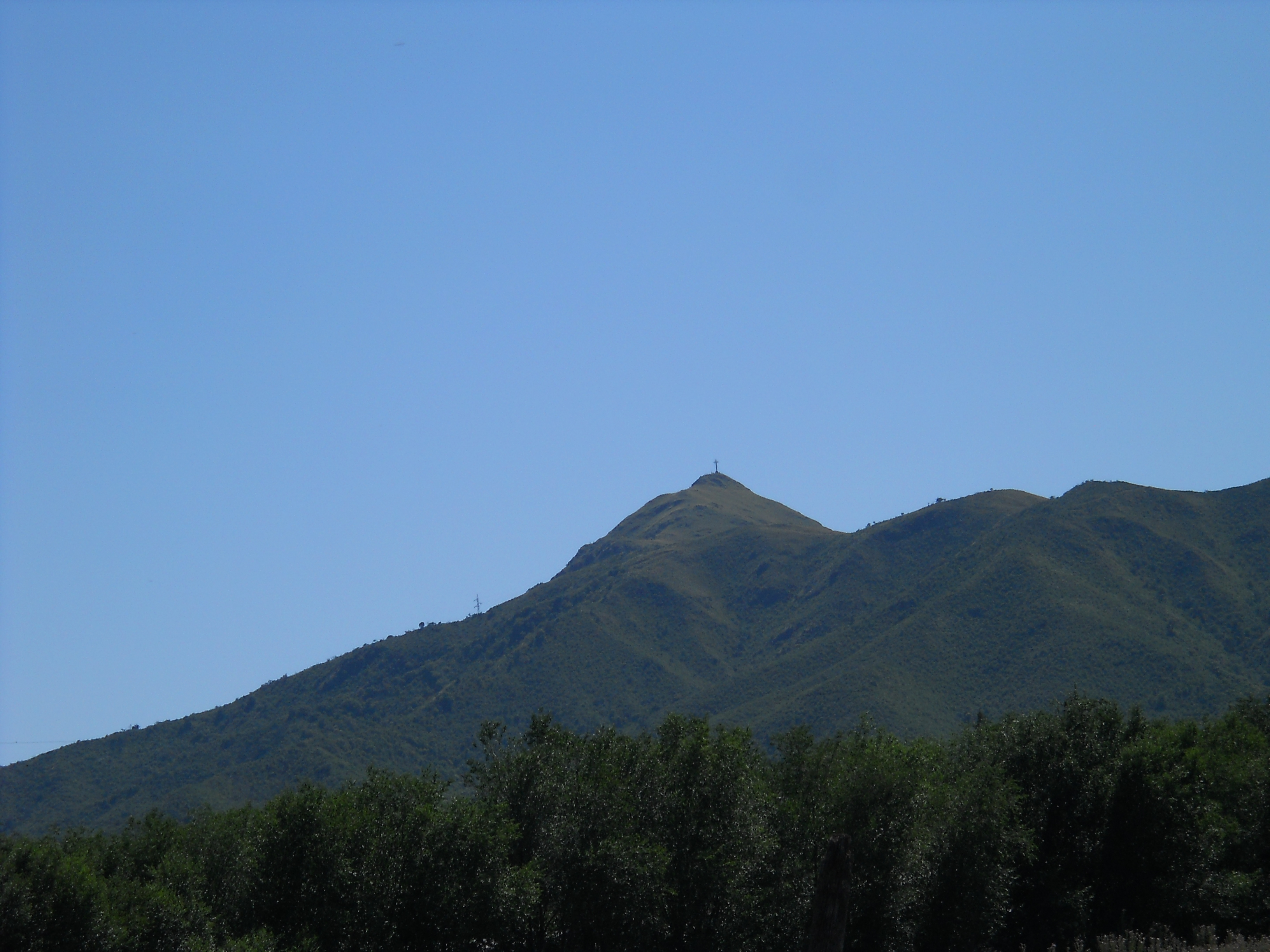
Cerro Pan de Azúcar en Cosquín, Argentina.

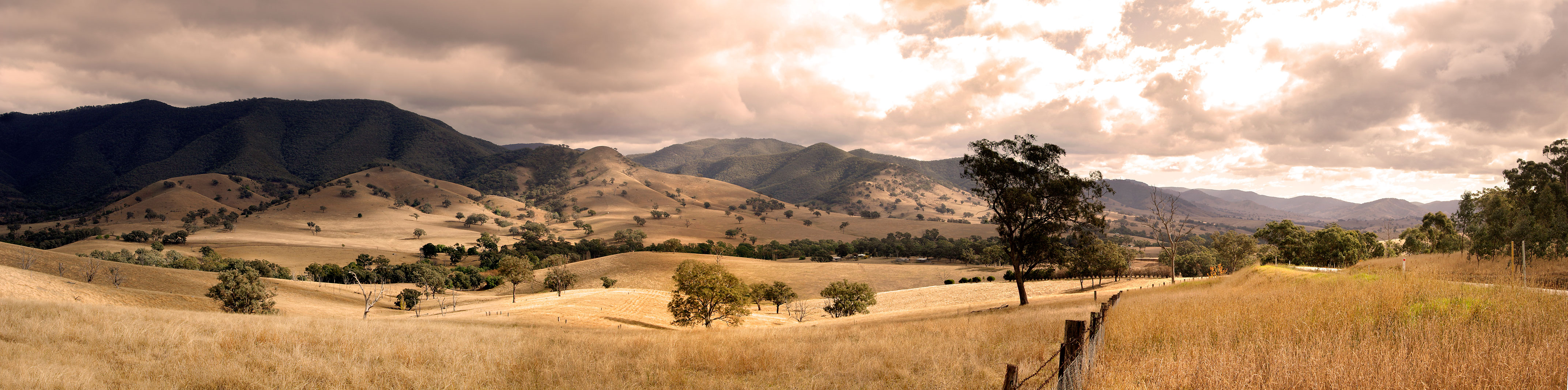
Cerros Connors, Australia.

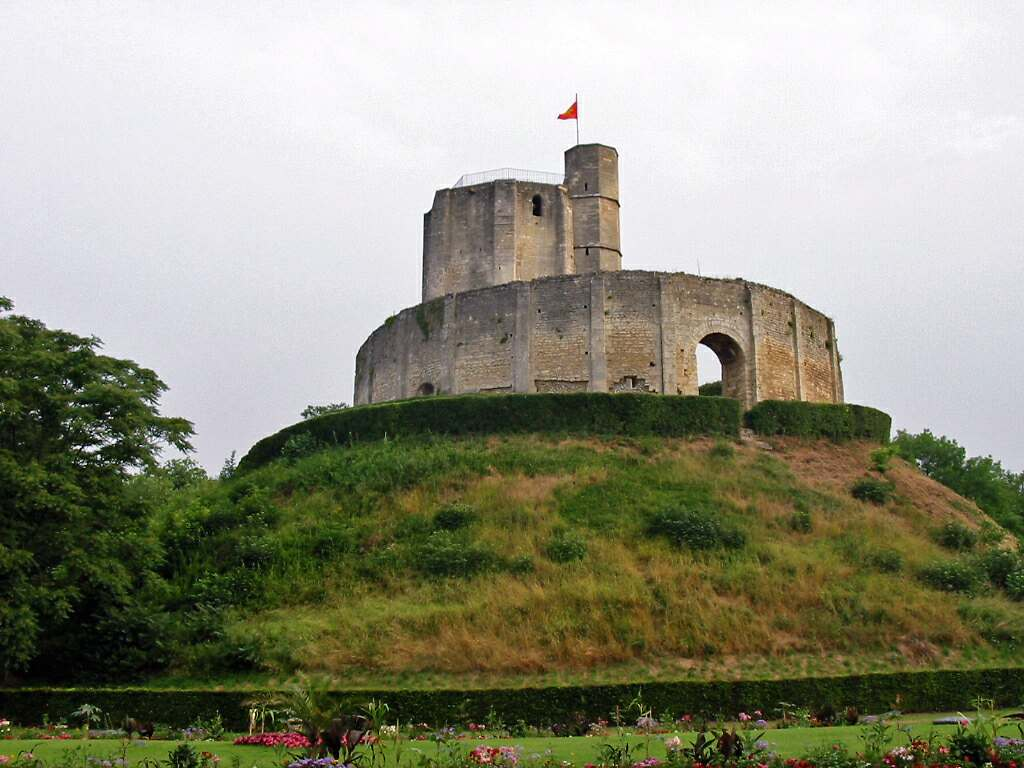
Palacio de Gisors, Francia.

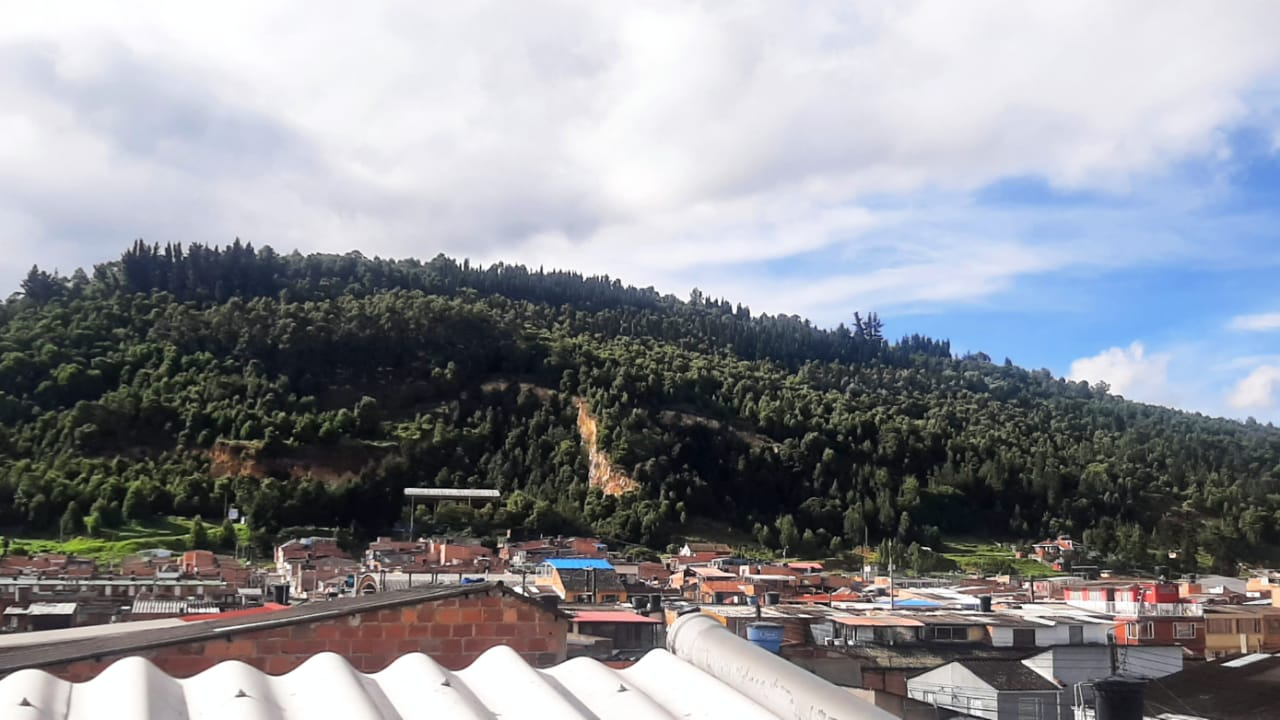
Cerro Tibaytatá en Madrid, Colombia.

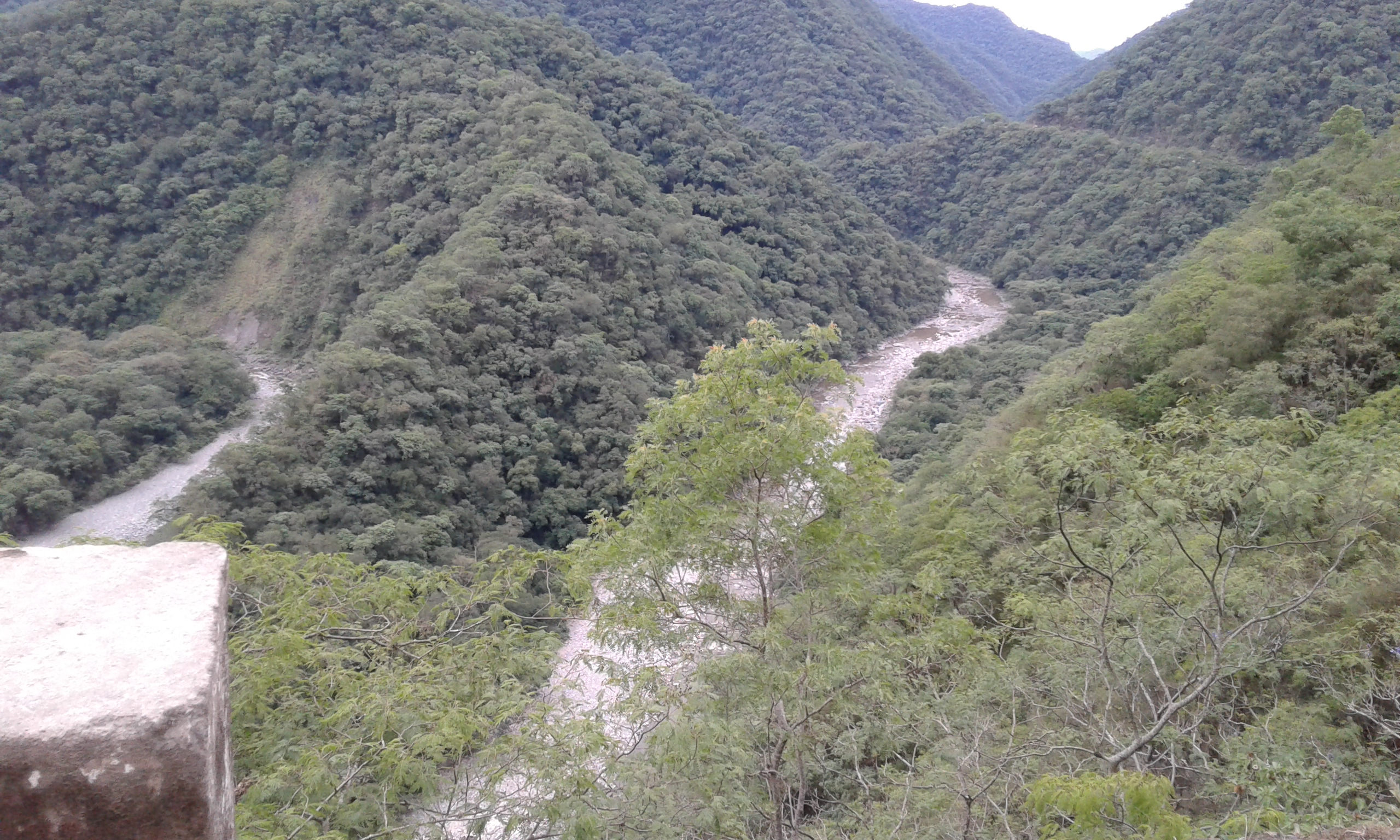
Cerros de Escaba, Argentina.

Un cerro  o colina es una eminencia del terreno que, en general, no supera los 100 metros desde la base hasta la cima. Sin embargo, en algunos países de Sudamérica y Centroamérica se nombran como cerros algunos picos que superan los 3000 m de altitud o incluso tan alto como el cerro El Plomo (5424 m s. n. m.) 
Algunos nombres específicos o locales de cerros son: mota, colina, teso o tesa, loma, otero, montículo, alcor, collado, cabezo, etc. 
Los cerros pueden formarse por varios fenómenos; entre los más comunes están los geomorfológicos: por la surgencia de fallas; por erosión de otros accidentes mayores del terreno, tales como las mismas montañas u otros cerros; por movimiento y deposición de sedimentos de un glaciar (por ejemplo, morrenas y drumlins); etcétera. La forma redondeada de algunos cerros obedece a movimientos de difusión del suelo y a regolitos que cubren el cerro, en un proceso denominado reptación.
Algunas regiones que pudieron haber tenido cerros no los tienen por causa de la cobertura de glaciares durante la Era de Hielo. Por ejemplo, el contraste entre las vastas colinas del norte del estado estadounidense de Indiana y los numerosos cerros del sur del estado son el resultado de esto.
Existen varias denominaciones específicas usadas para describir tipos particulares de cerros, según su apariencia y manera de formación. Muchos nombres se han originado en una región geográfica para describir una forma de cerro peculiar de esa región. Otras denominaciones incluyen:
- Loma — pequeño cerro con una mínima elevación pero prolongada;
- Otero - cerro aislado que domina un llano
- Drumlin — cerro formado por acción glacial;
- Butte — cerro isla con costados muy escarpados y una cima muy plana, formados por acción climática;
- Tor — formación rocosa en la punta de un cerro, común en el suroeste de Inglaterra;
- Puy — cerro aislado cónico y de origen volcánico común en Francia;
- Pingo — montículo de hielo cubierto de tierra que se puede encontrar en el Ártico y en la Antártica;
- Teso o tesa — pequeña colina con cima llana;[2]
- Mota — se caracteriza por ser de baja altura y estar aislada;
- Montículo — puede ser de origen natural o artificial.

## Simbolismo histórico y cultural

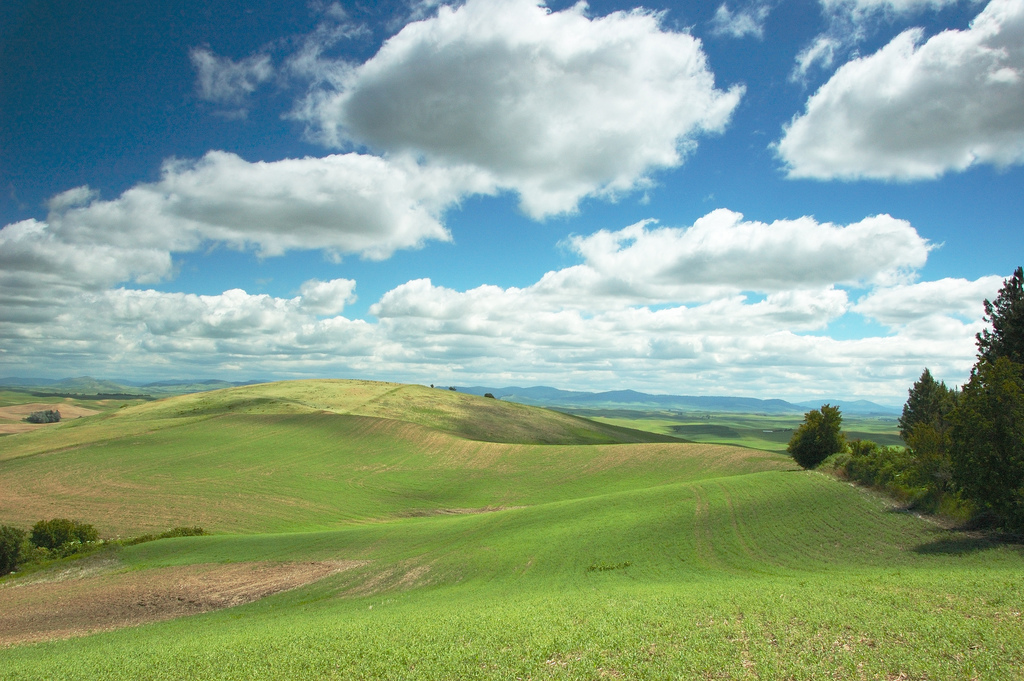
Nubes sobre colinas en Steptoe (Washington)

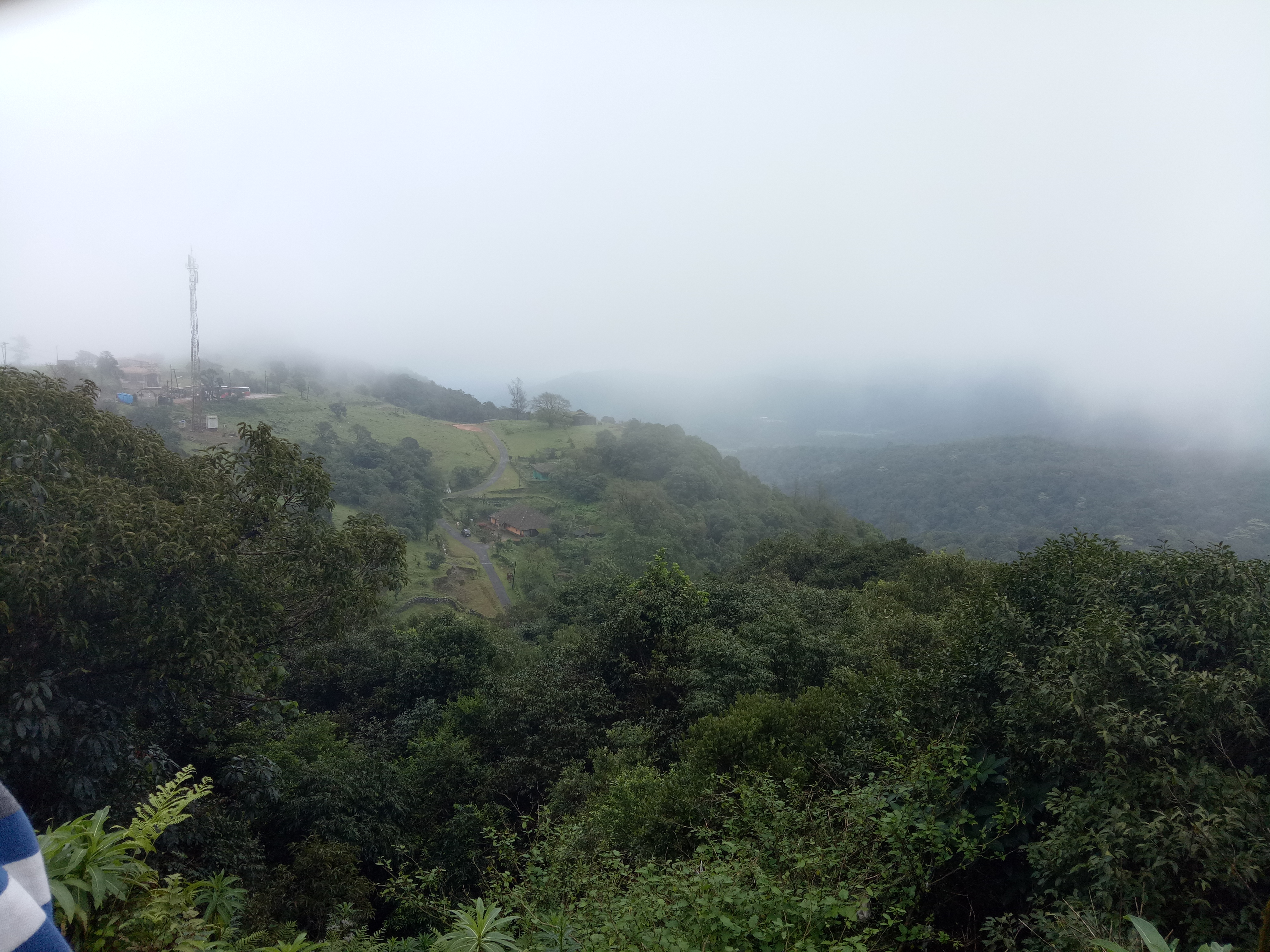
Colina en Mysore

Muchos asentamientos fueron originalmente construidos sobre cerros, para evitar crecidas de ríos cercanos e inundaciones, o para defenderse ya que ofrecen una buena visión de las tierras colindantes. Por ejemplo, la Roma Antigua fue construida sobre siete colinas para protegerse de los invasores.
En Europa Septentrional, muchos monumentos están situados sobre cerros. Algunos de estos son estructuras defensivas (como los castros de la Edad de Bronce), pero otras parecieran haber tenido una connotación religiosa. En el Reino Unido, muchas iglesias construidas sobre cerros se creen que fueron erigidas sobre antiguos lugares sagrados paganos. La Catedral Nacional de Washington siguió esta tradición y fue construida sobre el cerro más alto de la ciudad.
Asimismo, varias culturas comúnmente depositaban a sus muertos en algún sitio determinado y luego lo cubrían con tierra, creando una estructura similar a un cerro, llamado túmulo.
Algunos asentamientos, sobre todo en Oriente Próximo, están situados en colinas artificiales formadas por escombros (sobre todo ladrillo de barro) que se han acumulado a lo largo de muchas generaciones. Este tipo de emplazamiento se conoce como "tell".
Las colinas de algunas ciudades son culturalmente significativas por su fundación, defensa e historia. Además de Roma, las colinas han desempeñado un papel destacado en la historia de  San Francisco, con sus colinas siendo fundamentales para la niebla de la ciudad y proyectos de ingeniería civil hoy famosos como atracciones turísticas como el los teleféricos y Lombard Street.

## Significado militar

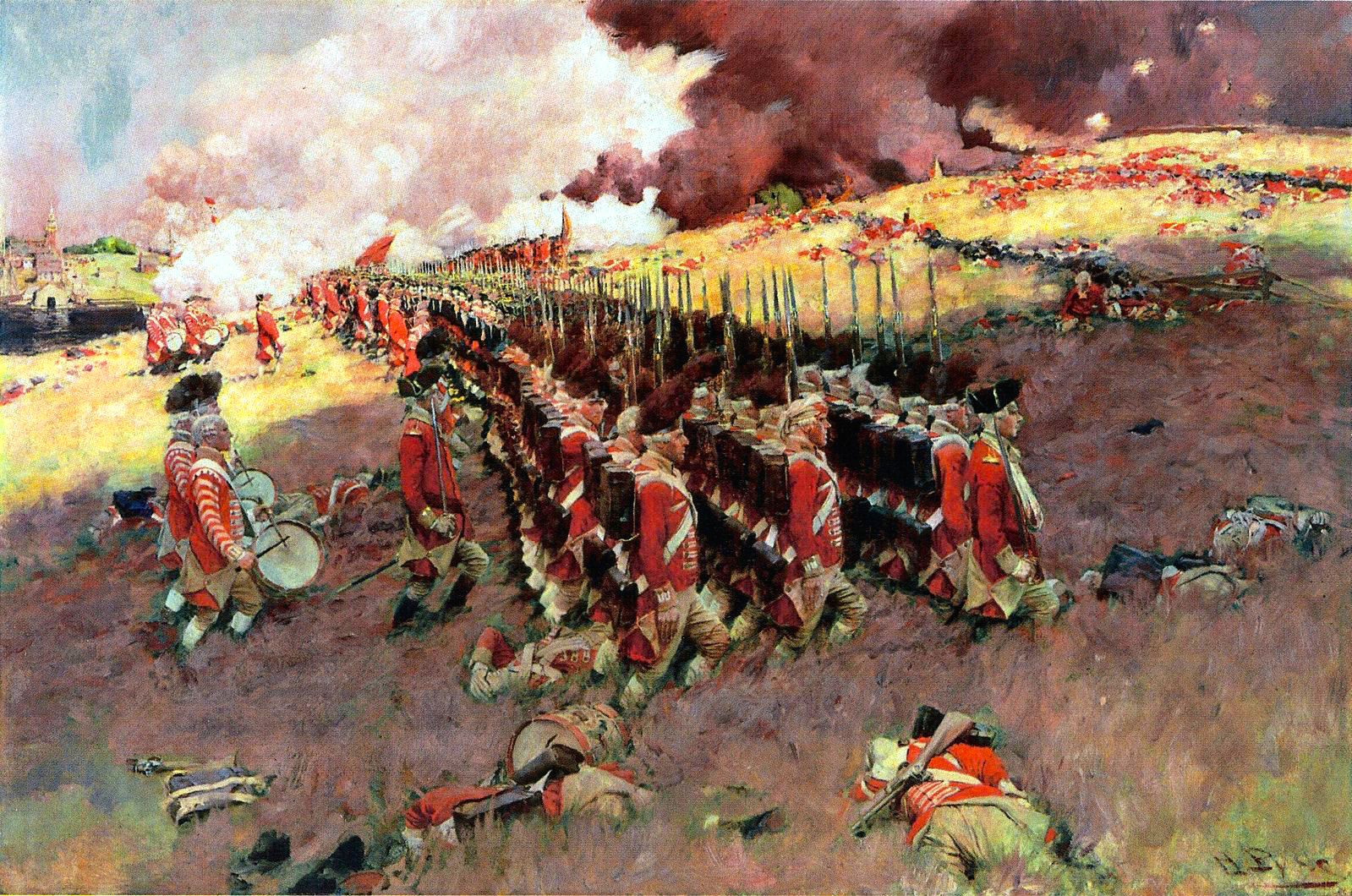
Soldados británicos avanzando cuesta arriba: Batalla de Bunker Hill

Las colinas proporcionan una gran ventaja a un ejército, proporcionándole una posición de vista y fuego elevada y obligando al ejército contrario a cargar cuesta arriba para atacar un fuerte u otra posición. También pueden ocultar fuerzas detrás de ellas, permitiendo a una fuerza acechar en la cresta de una colina, usando esa cresta como cobertura, y disparando a los atacantes desprevenidos cuando se acercan a la cima de la colina. Por ello, las estrategias militares convencionales suelen exigir la posesión de terrenos elevados.
Por sus ventajas militares, las colinas han sido escenario de muchas batallas importantes, como la batalla de Alesia en el año 52 a. C. y el primer conflicto militar del que se tiene constancia en Escocia, la batalla de Mons Graupius en el año 83 d. C. Los conflictos de la era moderna incluyen la batalla de Bunker Hill de 1775 (que en realidad se libró en Breed's Hill) en la guerra de Independencia de Estados Unidos; y Cemetery Hill y Culp's Hill en la batalla de Gettysburg de 1863, el punto de inflexión de la guerra civil estadounidense. La batalla de la Colina de San Juan en la guerra hispano-estadounidense de 1898 permitió a los estadounidenses hacerse con el control de Santiago de Cuba, pero sólo después de sufrir numerosas bajas en la batalla con una fuerza mucho menor atrincherada en la cresta de la colina. .  
Las batallas por terrenos elevados a menudo han ocasionado grandes pérdidas tanto a los atacantes como a los defensores, como la batalla de la Colina de la Hamburguesa de 1969 durante la guerra de Vietnam, la batalla de Stalingrado y la batalla de Peleliu durante la Segunda Guerra Mundial, y la guerra de Kargil de 1969 entre India y Pakistán.
La Gran Muralla China es un ejemplo perdurable de fortificación en colinas. Se construyó en lo alto de las colinas para defenderse de los invasores del norte, como los mongoles.

## Deportes y juegos

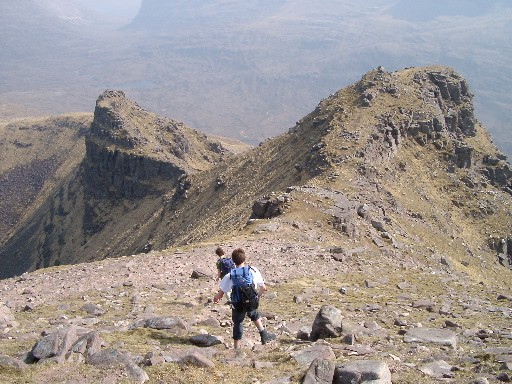
Senderistas en Beinn Dearg, Escocia

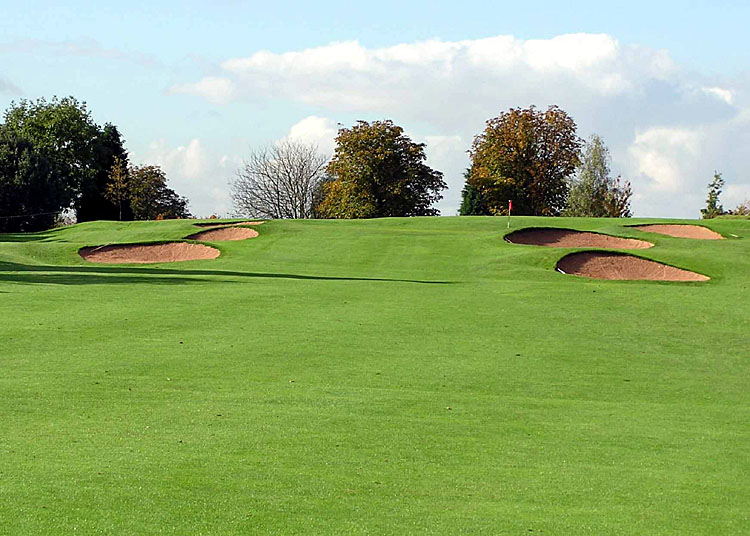
Un ejemplo de campo de golf en Inglaterra que tiene colinas

Hillwalking es un término del inglés británico que designa una forma de senderismo que consiste en ascender colinas. Esta actividad suele distinguirse del montañismo, ya que no implica el uso de cuerdas ni la escalada de rocas técnicamente difícil, aunque los términos montaña y colina suelen utilizarse indistintamente en Gran Bretaña. El senderismo es popular en zonas montañosas como el Peak District inglés y las Tierras Altas de Escocia. Muchas colinas se clasifican según su altura relativa u otros criterios y figuran en listas que llevan el nombre de montañeros, como Munros (Escocia) y Wainwrights (Inglaterra). Algunas actividades específicas, como el "peak bagging" (o "Munro bagging"), consisten en escalar las colinas de estas listas con el objetivo de llegar a escalarlas todas.
El Cooper's Hill Cheese-Rolling and Wake es un acontecimiento anual en el West Country de Inglaterra que consiste en hacer rodar una rueda de queso colina abajo. Los concursantes se sitúan en la cima y persiguen la rueda de queso hasta el fondo. El ganador, el que atrapa el queso, se queda con la rueda de queso como premio.
Los recorridos de carreras a campo a través pueden incluir colinas que pueden añadir diversidad y desafío a esos recorridos.

## Efectos sobre la agricultura
La presencia de una colina puede afectar la agricultura en sus inmediaciones de varias formas, tanto de manera positiva como negativa, dependiendo de factores como el tipo de cultivo, el clima, la pendiente, y el manejo agrícola.  Entre los efectos se pueden presentar:
Efectos sobre el drenaje
Las colinas pueden mejorar el drenaje natural del terreno, evitando la acumulación de agua en el suelo. Esto es beneficioso en áreas con lluvias intensas o suelos mal drenados. Sin embargo si las pendientes son muy pronunciadas, el agua puede escurrir rápidamente, arrastrando nutrientes y afectando la fertilidad del suelo. También puede aumentar el riesgo de erosión.
Microclimas
Las colinas pueden crear microclimas, donde las temperaturas y la humedad son ligeramente diferentes a las del plano circundante. En algunas áreas, esto puede ser beneficioso para ciertos cultivos que requieren condiciones particulares (por ejemplo, en zonas altas donde la temperatura es más fresca). A pesar de ello las colinas también pueden estar expuestas a vientos fuertes, lo que puede desecar el suelo y dificultar el crecimiento de cultivos que requieren más humedad.
Erosión del suelo
En zonas con pendientes pronunciadas, la erosión del suelo puede ser un problema significativo. Las lluvias pueden arrastrar la capa superficial del suelo, lo que reduce la fertilidad y la capacidad de retención de agua. De todas maneras con prácticas agrícolas adecuadas, como la siembra en terrazas, se puede mitigar la erosión y aprovechar mejor el terreno.
Accesibilidad
Las colinas dificultan el acceso a los campos para maquinaria agrícola y para el transporte de cosechas. Esto puede hacer que la producción sea más costosa y menos eficiente. Pero en áreas más planas en la parte superior de las colinas, los cultivos pueden estar mejor protegidos de inundaciones y ser más fáciles de cultivar.
Riesgo de deslizamientos
En áreas de colinas con suelos inestables o malas prácticas de manejo del agua, puede haber deslizamientos de tierra que afecten a las cosechas y destruyan terrenos agrícolas.
Sombra y exposición solar
Las colinas pueden ofrecer sombra en áreas donde la radiación solar es intensa, lo cual puede ayudar a algunos cultivos a evitar el estrés térmico. Sin embargo las áreas más bajas y sombrías en el lado de una colina pueden recibir menos luz solar, lo que afecta la fotosíntesis y el crecimiento de ciertos cultivos.

## Terminología

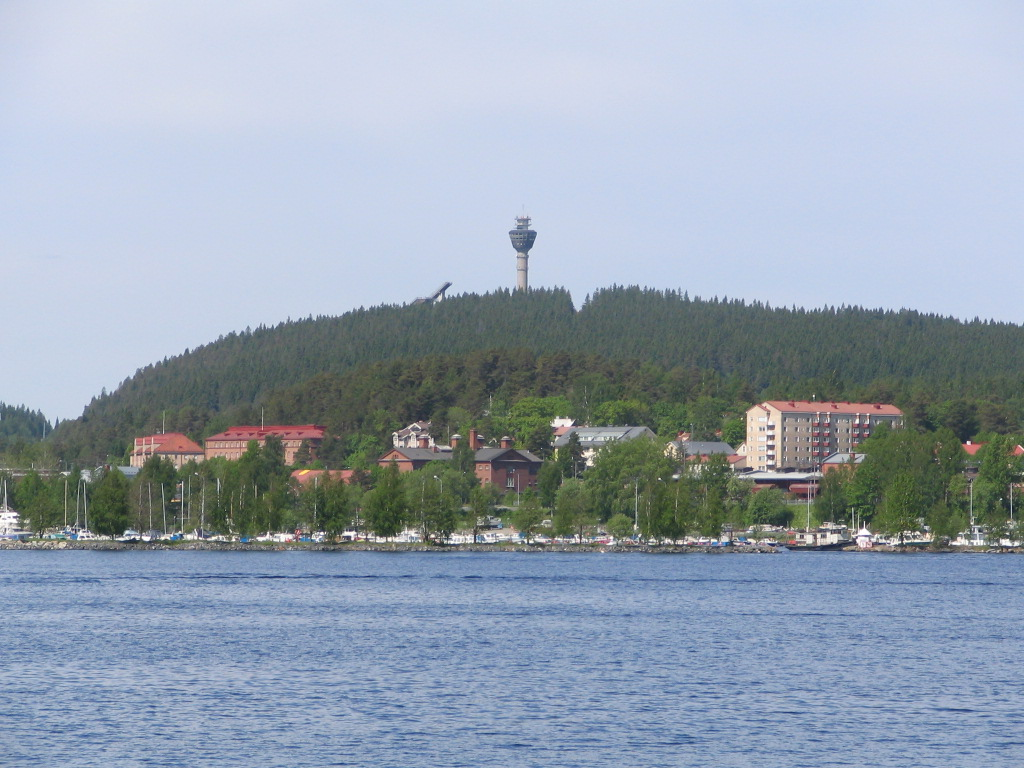
Colina Puijo en Kuopio, Finlandia.

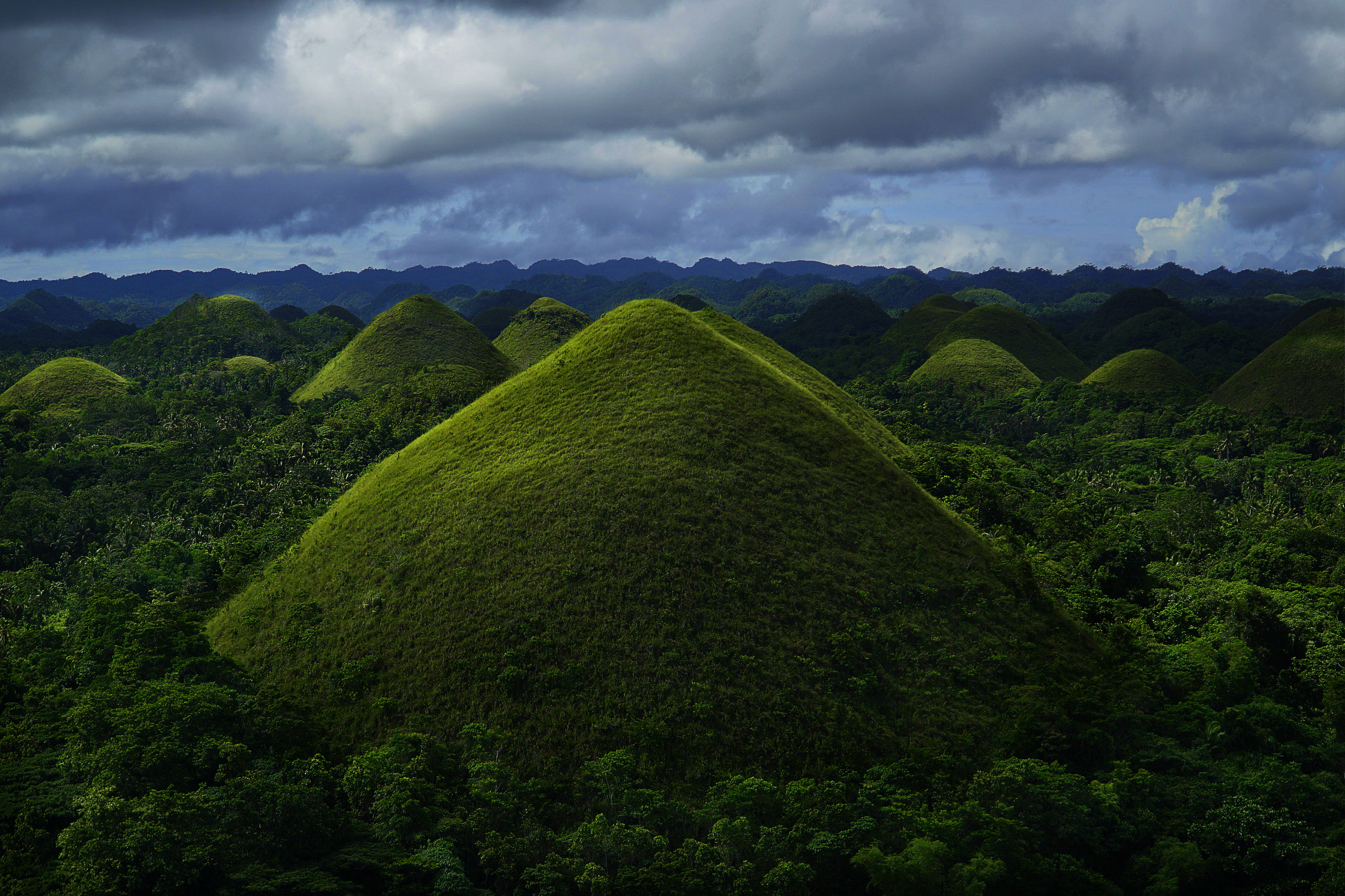
Colinas Chocolate (Chocolate Hills) en Filipinas.

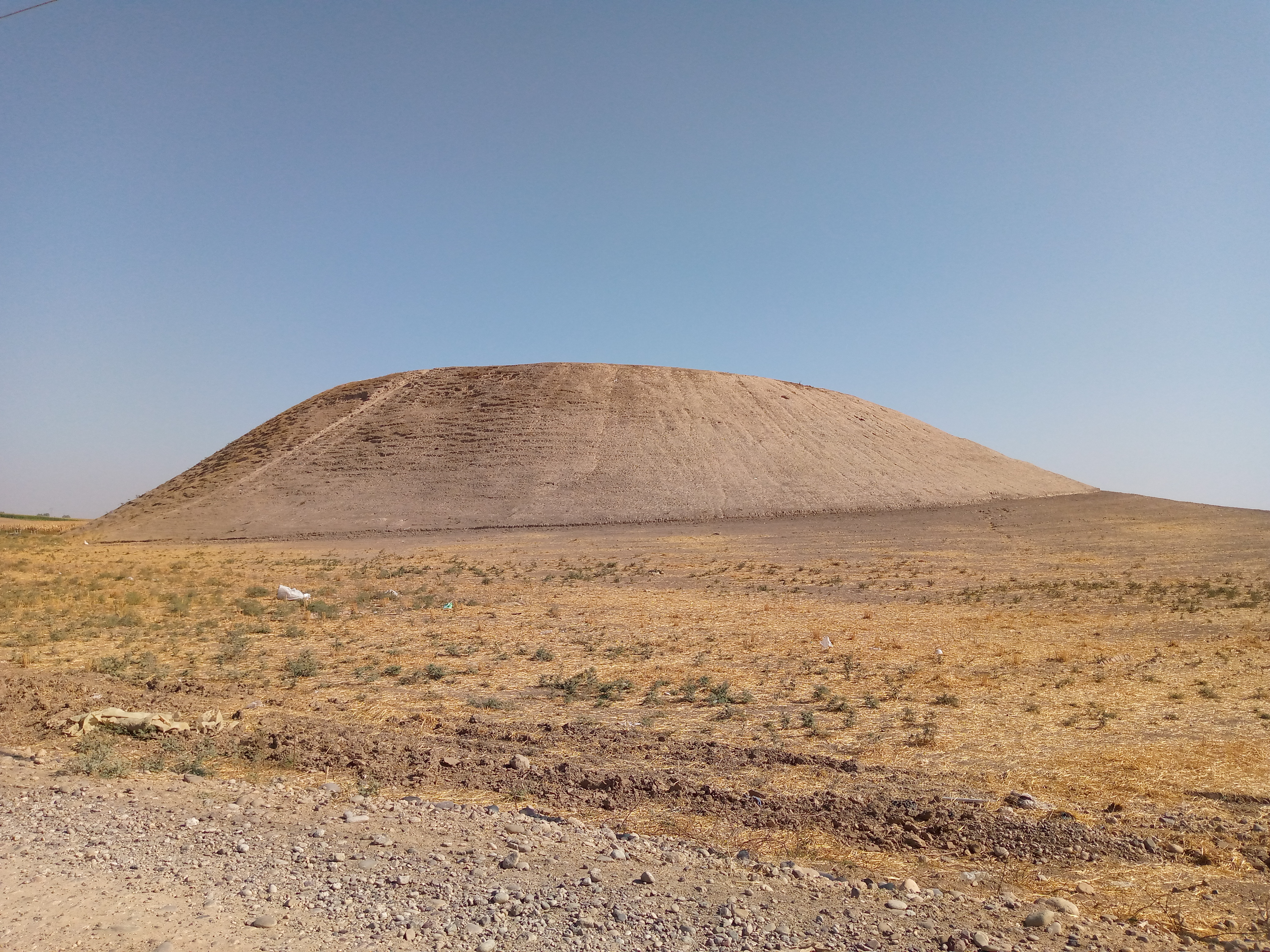
Colina de Aliawa en la Gobernación de Erbil, Región del Kurdistán.

La distinción entre una colina y una montaña no está clara y es en gran medida subjetiva, pero se considera universalmente que una colina no es tan alta ni tan empinada como una montaña.
En países anglófonos, históricamente, los geógrafos consideraban montañas a las colinas de más de 1000 pies (304,8 metros) sobre el nivel del mar. Por el contrario, los excursionistas han tendido a considerar montañas a los picos de 2000 pies (610 m) sobre el nivel del mar. El Oxford English Dictionary también sugiere un límite de 2000 pies (610 m) y Whittow  afirma que "Algunas autoridades consideran las eminencias por encima de los 600 m (1969 pies) como montañas, y las que están por debajo se denominan colinas". En la actualidad, en el Reino Unido e Irlanda una montaña se define generalmente como cualquier cumbre de al menos 2000 pies o 610 metros de altura.
Durante un tiempo, en Estados Unidos se definía como montaña a aquella que tuviera una altura de 1000 pies (304,8 m) o más. Cualquier forma de relieve similar de menor altura se consideraba una colina. Sin embargo, el United States Geological Survey ha llegado a la conclusión de que estos términos no tienen, de hecho, definiciones técnicas en Estados Unidos.
A diferencia de los países anglófonos, en Francia en particular, las colinas modestas (de 100 a 600 metros) se denominan a veces montañas cuando su forma es abrupta, cuando su presencia contrasta mucho en un paisaje muy plano o cuando constituyen una barrera bastante extensa en el horizonte. Además, estas colinas a menudo han conservado su antiguo nombre toponímico de monte.
En francés, el término colina (colline) es muy subjetivo, como antiguamente lo era el de monte (mont). Este préstamo del italiano probablemente representó un intento imperfecto de escapar de la polisemia y del amplísimo campo semántico del término mont.
En la toponimia italiana se denominan "colinas" ("colline") algunos relieves con suave pendiente, sin rugosidades y sin paredes rocosas, incluso cuando superan una altura de 400, 500 o 600 metros. Ejemplos clásicos son las colinas Langhe y los Montes Albanos, que se elevan por encima de los 500 e incluso 600 m sobre el nivel del mar, pero no son particularmente accidentados ni sobresalen visiblemente del suelo y, por lo tanto, se consideran colinas.
La Gran Enciclopedia Soviética definió "colina" como una meseta con una altura relativa de hasta 200 m (218,7 yd).